# Gmina Kołobrzeg
Gmina Kołobrzeg là một gmina nông thôn (khu hành chính) ở hạt Kołobrzeg, West Pomeranian Voivodeship, ở phía tây bắc Ba Lan. Chỗ ngồi của nó là thị trấn Kołobrzeg, mặc dù thị trấn không phải là một phần của lãnh thổ của gmina.
Gmina có diện tích 144,75 kilômét vuông (55,9 dặm vuông Anh) và tính đến năm 2014, tổng dân số là 10.424.

## Làng
Gmina Kolobrzeg chứa các làng và các khu định cư của Bezpraw, Błotnica, Bogucino, Bogusławiec, Budzimskie, Budzistowo, Drzonowo, Dźwirzyno, Głąb, Głowaczewo, Grzybowo, Kądzielno, Karcino, Kopydłówko, Korzyścienko, Korzystno, Niekanin, Nowogardek, Nowy Borek, Obroty, Przećmino, Przylaski, Rogozina, Samowo, Sarbia, Sieradowo, Sobiemierz, Stary Borek, Stramnica, wierszczewo, Wólka và Zieleniewo. 

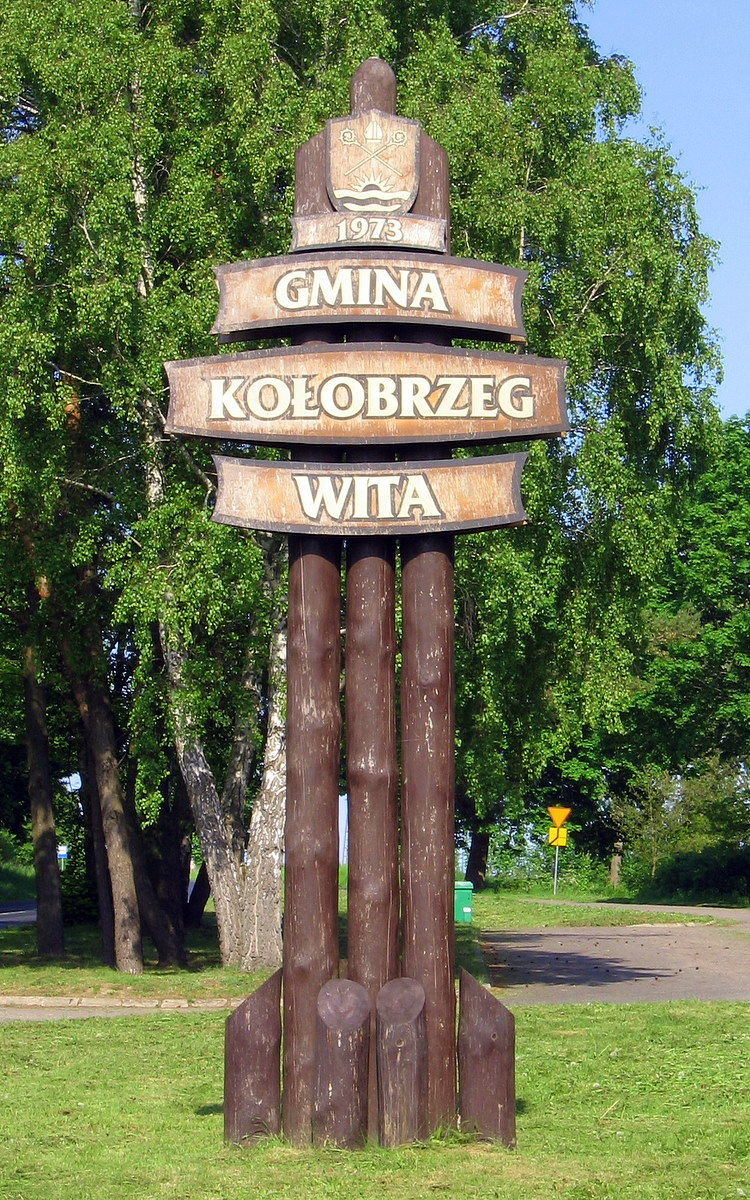
Dấu hiệu chào mừng của Gmina

## Gminas lân cận
Gmina Kołobrzeg giáp với thị trấn Kołobrzeg và bởi các gminas của Dygowo, Gościno, Siemyśl, Trzebiatów và Ustronie Morskie.